# Урукагина
Урукагина (око 2380. п. н. е до око 2360. п. н. е) био је владар (патеси) Лагаша, у Месопотамији.
Урукагина је на власт дошао вероватно захваљујући неком облику народног покрета, када је последњи цар из династије Ур-нанше, Лугаланда, уступио власт. Спровео је реферме које су довеле до побољшања средњег слоја слободног становништва. Урукагина је владао шест година. Током овог периода Лагаш је достигао процват. Лугал-загизи, владар Уме, освојио је Лагаш седме године Урукагинине владавине.